# Edelmiro Bascuas
Edelmiro Bascuas López (Castroverde, 15 de abril de 1931-La Coruña, 10 de febrero de 2011) fue un lingüista y teólogo español.

## Trayectoria
Estudió en el Seminario de Mondoñedo y posteriormente pasó a impartir clases de griego y francés en ese centro. En 1957 se graduó en Teología en la Universidad de Salamanca, y en 1968 se licenció en Lenguas Clásicas en la Universidad de Madrid. Aprobó las oposiciones a cátedra, y ejerció como profesor de griego en enseñanzas medias en Valencia y en el IES Ramón Menéndez Pidal de La Coruña.
Colaboró en publicaciones como Veleia, Estudios Mindonienses, Studi Celtici, Paleohispánica o Verba.

## Obras

### Libros
- Estudios de hidronimia paleoeuropea gallega (2002)[4]
- Hidronimia y léxico de origen paleoeuropeo en Galicia (2006)[5]
- Novos estudos de hidronimia paleoeuropea galega (2014)[6][7]

### Artículos
- «Uge Rebe Trasanci: Nueva lectura de la inscripción de Santa Comba de Covas (Ferrol, Coruña)», Palaeohispánica, N.º 11, 2011.
- «La hidronimia de Galicia: Tres estratos. Paleoeuropeo, celta y latino», Estudios mindonienses, N.º 24, 2008.[3]
- «Aquis Ocerensis, diosa "Ocaera", monte "Ugeres" y O gerês: ¿oger- o uger-?», Palaeohispánica, N.º 7, 2007.
- «La diosa Reve y los trasancos» Estudios mindonienses, N.º 22, 2006.
- «Zoñán y Cinxe: dos cambios fonéticos excepcionales», Estudios mindonienses, N.º 21, 2005.
- «Bretoña, tierra de Britones. Britones, Biortos y Chavellas», Estudios mindonienses, N.º 18, 2002.
- «Montoñedo y Valoría», Estudios mindonienses, N.º 17, 2001.
- «Ulla, Veleia y otros derivados de la Raíz indoeuropea wel- “hacer girar”», Veleia, N.º 16 and 17, 1999 y 2000.
- «Rego y requeixo: Una pervivencia hispana de la raíz indoeuropea er- “moverse”», Verba: Anuario galego de filoloxia,  N.º 27, 2000.